# اجاق خورشیدی

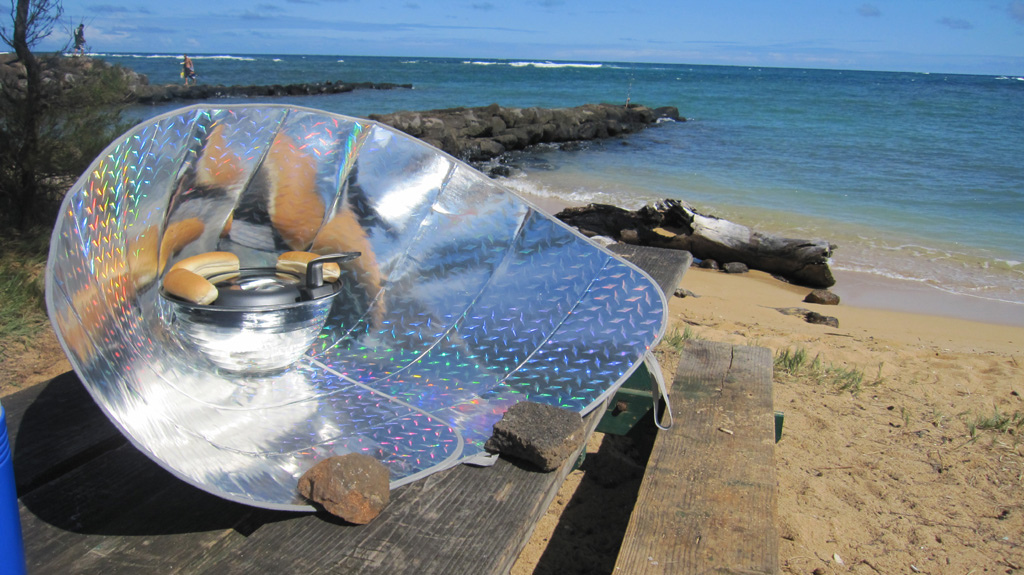
هات داگ در حال پخت با اجاق خورشیدی

اجاق خورشیدی (انگلیسی: Solar cooker) نوعی اجاق سهمی شکل است که برای پخت و پاستوریزه کردن خوراک و مایعات مورد استفاده قرار می‌گیرد. اولین بار دانشمندی سوئیسی این اجاق را برای پخت میوه استفاده کرد